# Птицын, Леонид Васильевич (конструктор)
Леонид Васильевич Птицын (28.02.1903, Москва — дата смерти неизв.) — советский специалист в области разработки ядерных боеприпасов.

## Биография
Образование: в 1932 г. окончил Московский государственный электромашиностроительный институт.
Трудовая деятельность:
- 1919—1934 работа на предприятиях Киева, Севастополя, Тамбова.
- 1934—1943 инженер на предприятиях Москвы.
- 1943—1967 ВНИИА (Опытный завод № 25 МАП, филиал № 1 КБ-11), последняя должность ведущий конструктор.

С 1949 года участник советской ядерной программы.
Сталинская премия 1955 года — за участие в разработке первой системы подрыва ядерного заряда с внешним нейтронным источником.
Награды: два ордена Трудового Красного Знамени (1954, 1966), медали «За доблестный труд в Великой Отечественной войне 1941—1945 гг.», «В память 800-летия Москвы».